# Лентела
Лентѐла (на италиански: Lentella, на местен диалект Lëndèllë, Лънделъ) е село и община в Южна Италия, провинция Киети, регион Абруцо. Разположен е на 398 m надморска височина. Населението на общината е 729 души (към 2010 г.).